# Shindand
Shindand (persiska: شیندند), även Sabzawar (سبزوار) eller Asfezar (اَسفِزار), är en distriktshuvudort i Afghanistan. Den ligger i distriktet Shindand och provinsen Herat, i den västra delen av landet, 700 kilometer väster om huvudstaden Kabul. Shindand ligger 1 071 meter över havet och antalet invånare är 29 264.